# Río Sweetwater

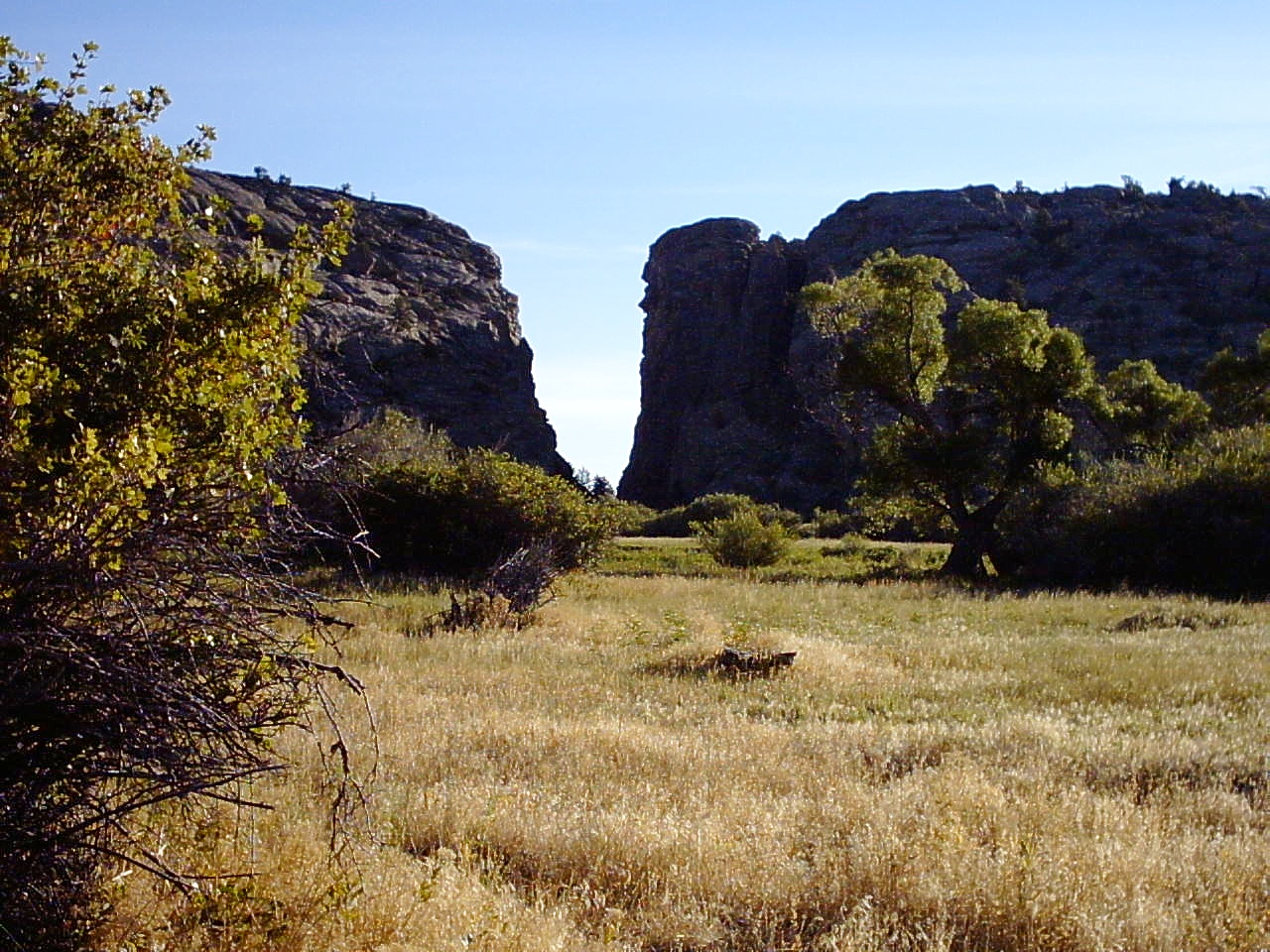
La garganta de Devil's Gate (La Puerta del Infierno), en el río Sweetwater.

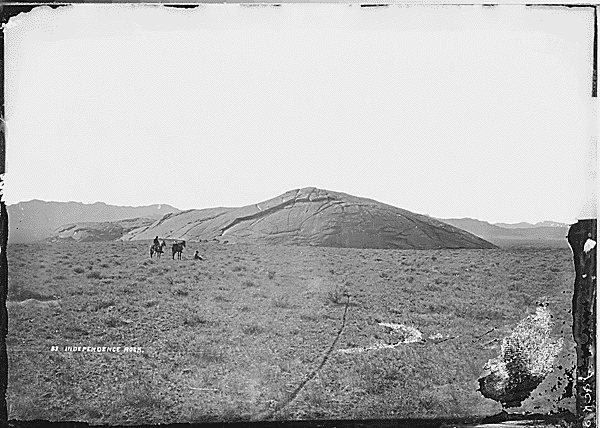
Indepedence Rock, un hito de la Ruta de Oregon, en el valle del río Sweetwater (1870).

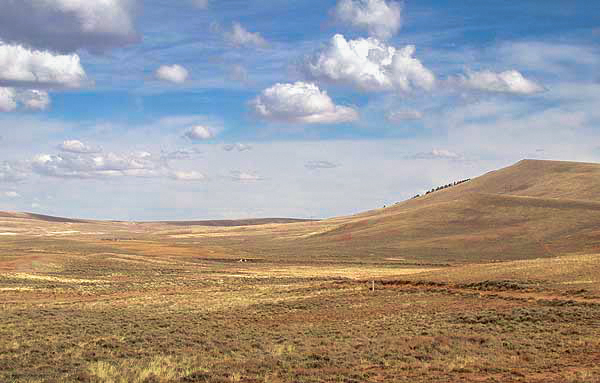
El paso de montaña de South Pass, que utilizaban las rutas al Oeste, muy cerca del valle del río Sweetwater.

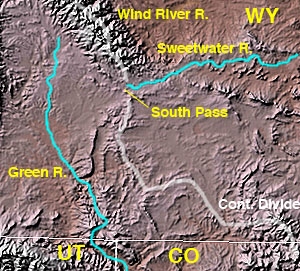
Mapa del suroeste de Wyoming, mostrando la localización de South Pass, al sur de la cordillera Wind River, en la cabecera del río Sweetwater.

El río Sweetwater (en inglés: Sweetwater River; que en español significa, «río de aguas dulces») es un corto río del Medio Oeste de los Estados Unidos, uno de los principales afluentes del río Platte Norte, que discurre por la parte central de la vertiente oriental de las Montañas Rocosas. Tiene una longitud aproximada de unos 282 km.
Administrativamente, el río discurre íntegramente por el estado de Wyoming.

## Geografía
El río Sweetwater nace en la parte central del estado de Wyoming, al suroeste de condado de Fremont. El río nace en la vertiente oriental de la divisoria continental de las Américas, en el extremo sur de la cordillera Wind River (Wind River Range), muy cerca del monte Nystron (3.766 m). 
Discurre el río en su primer tramo por una zona montañosa, en dirección sur por el fondo de un valle bastante encajado, describiendo muchos y muy cortos meandros. Tras recibir por la izquierda al río Sweetwater Este (East Sweetwater River), el río vira en dirección ESE, entrando en el condado de Fremont y pasando cerca de South Pass (el paso Sur, a 2300 m de altitud), el amplio paso de montaña de la divisoria continental, situado al sur del río y a unos 15 km, también al sur, de la localidad de South Pass City.
Luego el río se encamina rumbo Este hasta llegar a Jeffrey City, casi la única localidad a lo largo de todo su curso (con solamente 106 habitantes en el censo de 2000). Después, en el sur del condado de Natrona el río pasa por la Devil's Gate («puerta del Infierno») y cerca de Independence Rock (roca de la Independencia, una gran roca de granito de 59 metros de altura) que eran dos de los hitos de la ruta del emigrante. Finalmente, desagua en el río Platte Norte en una zona en que está embalsado, en un brazo del embalse Pathfinder. 

## Historia
La primera presencia occidental de la que hay constancia fue el regreso de la expedición de Astor en 1812. En 1810, el comerciante de pieles y empresario John Jacob Astor, equipó una expedición (conocida popularmente como la expedición de Astor o los astorianos) para emplazar puestos comerciales en el río Columbia. La expedición constaba de dos grupos: el buque Tonquin, que viajaría por mar y establecería Fort Astor; y un grupo de tierra que quería encontrar una ruta para abastecerles. La expedición terrestre, temiendo el ataque de los indios pies negros, eligió una vía más al sur que la ruta seguida en la expedición de Lewis y Clark, por lo que hoy es el estado de Wyoming. El grupo cruzó la cordillera Wind River (Wind River Range) a través del paso Union (2.810 m) (Union Pass) y logró llegar finalmente a la boca del río Columbia. 
En el viaje de regreso, Robert Stuart, condujo un pequeño grupo de hombres de regreso por el mismo camino seguido por la expedición de ida, remontando el río Columbia y luego el río Snake. Temiendo un ataque indio cerca del paso Union, se dirigieron más al sur donde el grupo descubrió el South Pass (el paso Sur, a 2300 m), un paso muy amplio y fácil sobre la divisoria continental de las Américas. La expedición continuó al este, vía río Sweetwater y luego río Platte Norte, donde pasaron el invierno de 1812-13. Siguieron después por el río Platte hasta el río Misuri, llegando finalmente a San Luis, en la primavera de 1813. La ruta que habían seguido, explorada de oeste a este, sería la futura ruta de Oregóny los diarios de Stuart proporcionaron una minuciosa descripción de la mayor parte de la misma. Desafortunadamente, a causa de la guerra anglo-estadounidense de 1812 y la falta de puestos comerciales estadounidenses en la región  la mayor parte de la ruta fue olvidada durante más de 10 años.
La siguiente expedición que recorrió el río fue la de William Henry Ashley en 1823, que además le puso su nombre debido a que su agua tenía un cierto sabor dulce que gustaba mucho a los tramperos. Esa expedición es conocida por los «Cien de Ashley» (Ashley's Hundred), debido al anuncio que insertó, con su socio Andrew Henry, en los periódicos de San Luis, buscando un centenar de:

«[...] jóvenes emprendedores... para ascender el río Misuri hasta su fuente, donde seran empleados por uno, dos o tres años.
[...] enterprising young men... to ascend the river Missouri to its source, there to be employed for one, two, or three years.

A partir de 1840, el valle del río se convirtió en una de las etapas de las rutas históricas de la migración hacia el Oeste, conocidas en Wyoming conjuntamente como ruta del emigrante: la ruta de Oregón (Oregon Trail), la ruta de California (California Trail) y la ruta Mormón (Mormón Trail).
Los pioneros y colonos, procedentes del este, habían atravesado la meseta del sureste de Wyoming siguiendo el curso del río Platte Norte y buscaban cruzar la divisoria continental. La ruta seguía el valle del río Sweetwater y cruzaba el río nueve veces antes de abandonar el valle para cruzar por South Pass y lograr alcanzar, ya en la vertiente occidental, el río Big Sandy y luego llegar al río Green. 